# Wysiedle
Wysiedle (deutsch Woitzel) ist ein Dorf in der Woiwodschaft Westpommern in Polen. Das Dorf gehört zur Gmina Łobez (Gemeinde Labes) im Powiat Łobeski (Labeser Kreis).

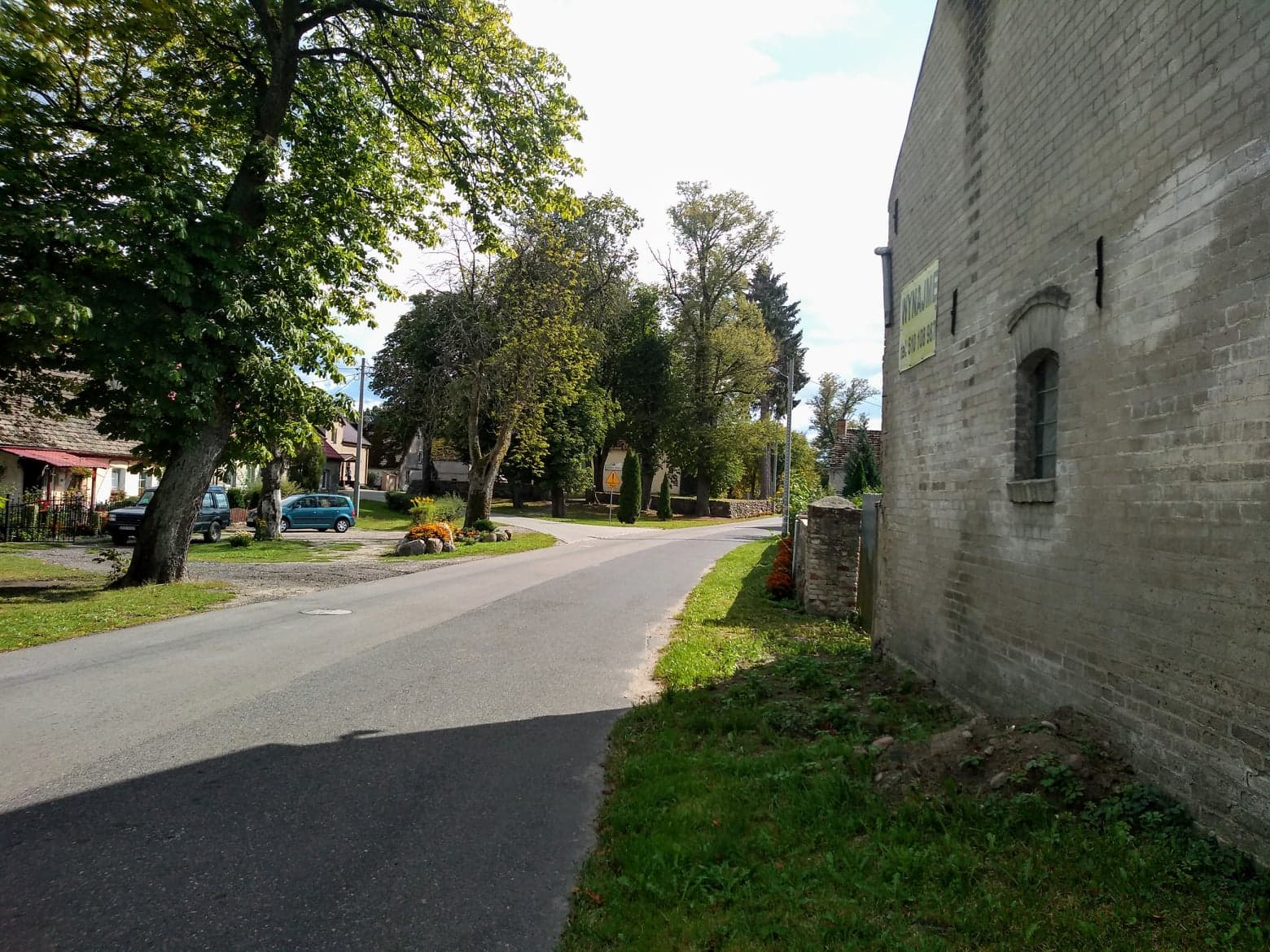
Ortsbild (2019)

## Geographische Lage
Das Dorf liegt in Hinterpommern, etwa 80 Kilometer östlich von Stettin entfernt. Die nächsten Nachbarorte sind im Westen die Kreisstadt Łobez (Labes), im Norden das Dorf Suliszewice (Zülzefitz) und im Süden das Dorf Bonin mit dem Wohnplatz Budziszcze (Karolinenhof).

## Geschichte
Wohl seit dem Ende des 13. Jahrhunderts war Woitzel im Lehnsbesitz der Familie Borcke. Im Jahre 1689 ging das Rittergut von den Borkonen an die Familie Podewils über. Von dieser gelangte das Gut Woitzel im Jahre 1928 durch Erbschaft an die Familie Lindequist.
Bis 1945 bildete Woitzel eine Landgemeinde im Kreis Regenwalde der preußischen Provinz Pommern. Neben Woitzel bestand in der Gemeinde der Wohnplatz Mühle.
Gegen Ende des Zweiten Weltkriegs besetzte im Frühjahr 1945 die Rote Armee die Region. Kurz darauf wurde Woitzel, wie ganz Hinterpommern, unter polnische Verwaltung gestellt. Das deutsche Dorf Woitzel erhielt den polnischen Ortsnamen Wysiedle. In der darauf folgenden Zeit wurden die Einwohner vertrieben und durch Polen ersetzt.
Heute ist das Dorf der Gmina Łobez (Gemeinde Labes) im  Powiat Łobeski (Labeser Kreis) angegliedert.

## Einwohnerzahlen
- 1868: 122[2]
- 1925: 275, darunter 266 Evangelische und neun Katholiken[1]
- 1933: 265[3]
- 1939: 480[3]

## Dorfkirche

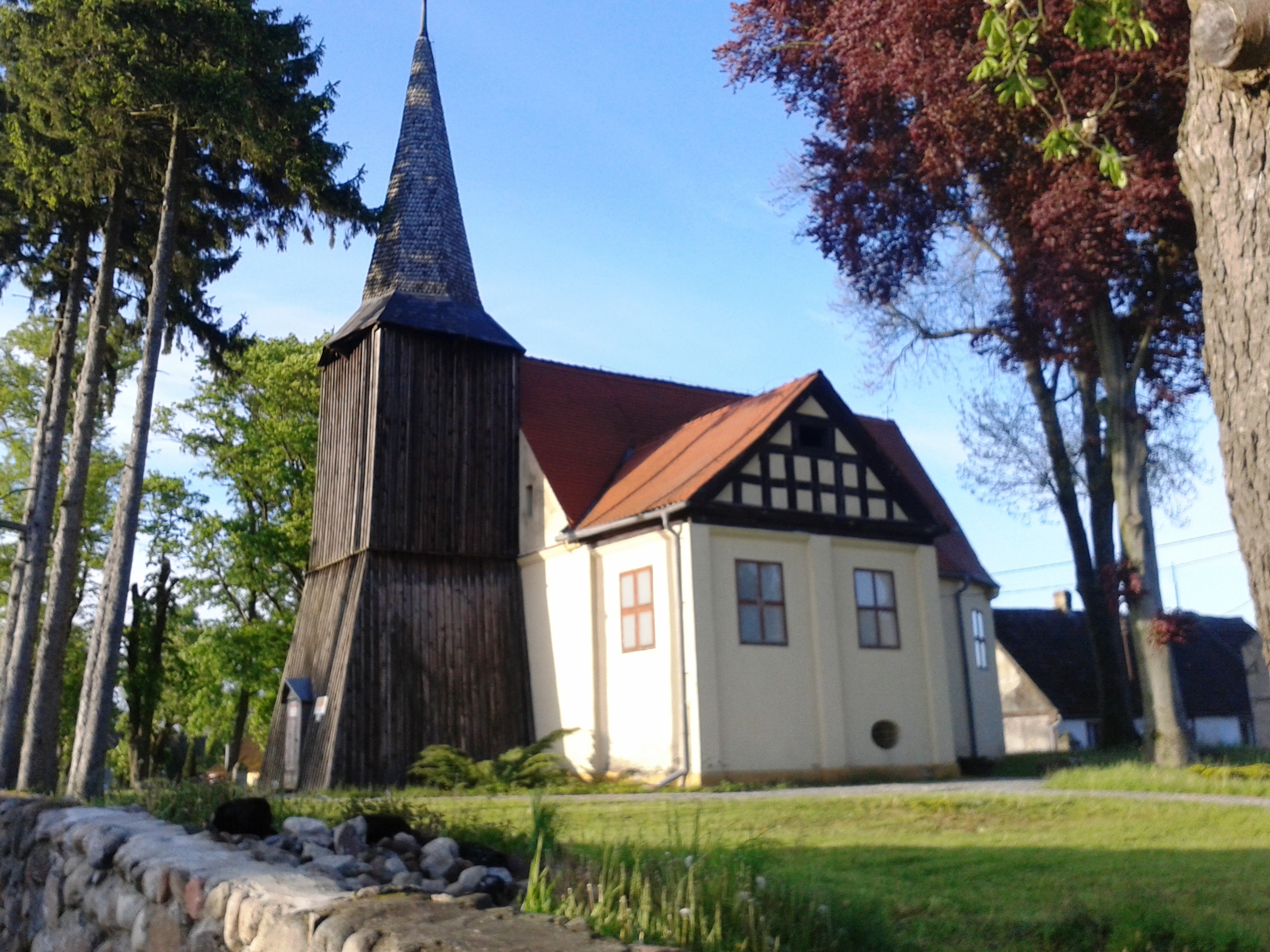
Dorfkirche, bis 1945 evangelisch (Aufnahme von 2014)

Die Dorfkirche ist ein verputzter Backsteinbau aus der Zeit um 1600. Der Bau wurde durch den in Woitzel wohnenden Joachim von Borcke (* 1527; † 1580) begonnen und durch seinen Sohn Henning von Borcke (* 1563; † 1609) und dessen Witwe Catharina, eine geborene von Winterfeldt, fortgesetzt. Im 18. Jahrhundert wurde ein Anbau mit Fachwerkgiebel angefügt. In dem Anbau befindet sich oben eine Empore, darunter die Gruft der Familie Podewils. Der Kirchturm ist aus Holz errichtet.
Im Inneren ist die Kirche reich ausgestattet:
- Der Altar besteht aus einem spätgotischen Schrein aus der Zeit um 1510 in der Mitte, Flügeln aus der Zeit um 1590 und einem Aufsatz im Renaissancestil.
- Die Kanzel stammt aus dem Jahre 1624. Sie trägt die Inschrift: „1624. Selig sind die Gottes Wort hören und bewahren.“ Der Schalldeckel fehlt.
- Die holzgeschnitzte, reich bemalte Taufe stammt aus dem Jahre 1623. Der Taufdeckel fehlt.
- Die Brüstungen der Empore sind reich bemalt. Die Brüstung der Südempore zeigt das Allianzwappen der Familien Borcke und Winterfeldt für Henning von Borcke und seine Gemahlin Catharina, sieben Wappenpaare ihrer Kinder und zwölf Wappenpaare der Ahnenprobe für Henning von Borcke. Die Brüstung der Nordempore zeigt die Ahnenprobe für Catharina von Winterfeldt.[4]

## Herrenhaus
Das Herrenhaus („Schloss“) stammte im Kern aus dem 16. und 17. Jahrhundert.
Die Beschreibung im Bericht Denkmalpflege in Pommern 1936–1945 lautete: „Zwei im rechten Winkel zusammenstehende Flügel mit ziemlich reich gegliederten Giebeln. Erbauungszeit 16. bzw. 17. Jahrhundert. Durch neue Anbauten entstellt. Die alten, sehr bemerkenswerten Teile zeigen starke bauliche Mängel. Sobald die Verhältnisse es gestatten, sollen durchgreifende Erhaltungsmaßnahmen getroffen werden.“